# Hellorrayne Paiva
Hellorrayne Zatta Oakes Paiva (Rio de Janeiro, 20 de março de 1990) é um lutadora brasileira de taekwondo.
Participou dos Jogos Pan-Americanos de 2011 em Guadalajara.
Em 2014, a carioca Hellorayne Zatta conquistou o bronze no 13º Campeonato Mundial Universitário de Taekwondo em Hohhot, na China.